# Parque España (estadios de fútbol)
El Parque España es el nombre genérico con el que fueron nombrados los cuatro estadios de fútbol o campos deportivos, que entre 1912 y 1926 construyó  y utilizó el Real Club España de la Liga Mexicana, todos en distintas ubicaciones de la Ciudad de México. Una de las principales características de estos campos era, que dadas las buenas condiciones de su infraestructura, fueron rentados por la mayoría de equipos que carecían de estadio propio.

## Parque España I
El primer campo deportivo del Real Club España fue instalado en terrenos de la colonia Santa María la Ribera, en la actual Demarcación Cuauhtémoc de la Ciudad de México, específicamente en la calle de la Rosa (hoy Eligio Ancona) entre las calles de Sabino y Fresno. Sus características eran completamente improvisadas, el campo delimitado con líneas de cal, telas como porterías y una tribuna de madera para veinte personas. Disputó varios encuentros en una liga local y algunos amistosos, pero no pudo usarlo para su debut oficial, dadas las condiciones del terreno, y que en ese momento los juegos en la Ciudad de México se disputaban en el Ground of Reforma Athletic Club del club homónimo, de césped y con tribunas amplias. Su estancia fue muy breve, ese mismo año se mudó a un nuevo parque.

## Parque España II
El segundo Parque España se ubicaba en las calles aledañas al Hipódromo de la Condesa, el recinto de entretenimiento al cual debe su nombre la celebre Colonia Condesa de la capital. La popularidad del equipo entre la comunidad española local, permitió el aumento de socios al club y por ende de los ingresos, por lo que este inmueble pudo contar con instalaciones adecuadas para jugar como local en la liga formalmente. Aquí conquistó sus dos primeros títulos de liga en las campañas 1913-14 y 1914-15 y la Copa Tower de esa misma temporada. De acuerdo a diversas fuentes, las tribunas oscilaron en capacidad entre los 1500 y 5000 espectadores. El equipo abandonó el campo en 1915, ante la imposibilidad de adquirir en propiedad los terrenos, justo cuando se empezaron a fraccionar los lotes para la futura zona residencial. Hoy en día el terreno lo ocupa el Parque España, jardín y punto de reunión público que en 1921 fuera instalado como parte de los festejos por el centenario de la consumación de la Independencia de México.

## Parque España III
Inaugurado el 19 de septiembre de 1915, se localizaba en unos terrenos rentados sobre Paseo de la Reforma, entre las calles de Génova y Hamburgo (algunas fuentes lo ubican en la calle de Sevilla). Este fue el primero con instalaciones de primer nivel para la época, cuatro tribunas, una de sombra, con capacidad para 10 000 espectadores; contaba con vestidores y accesos independientes. Al ser el mejor estadio de la liga, y ante el retiro del Club Reforma (en consecuencia de su campo), se convirtió en el principal escenario de la competencia, aquí se diputaban las finales de los torneos de Copa, las series de desempate por el campeonato de liga y tres hitos significativos: el Campeonato del Centenario en 1921; el primer partido en la historia del actual Campeonato de liga el 22 de octubre de 1922; y el primer partido de la Selección de fútbol de México el 9 de diciembre de 1923 ante Guatemala.
Aquí el Real Club España conquistó los cetros de liga de 1915-16, 1916-17, 1918-19, los de la Liga Nacional de 1920-21 y 1921-22, las ediciones de la Copa Tower de 1917 y 1918; y el segundo campeonato del actual máximo circuito en 1923-24. La mayoría de los equipos de la capital lo usaban como sede habitual, especialmente el Club América, que aquí ganó sus dos primeros campeonatos de liga en 1924-25 y 1925-26.
La indispensabilidad del parque para el correcto desarrollo de la liga, ocasionó en múltiples ocasiones conflictos entre el club y los federativos, a tal grado que en dos ocasiones (1918 y 1919) el España se retiró del torneo y boicoteo el mismo, al impedir usar su estadio. En 1926 se mudó al último de sus estadios.

## Parque España IV
El más grande y moderno de sus escenarios fue inaugurado el 2 de mayo de 1926 con un partido entre España y Necaxa, que terminó con marcador 4-3 en favor de los albinegros. Con capacidad para 14 000 espectadores, era popularmente conocido como Parque España de la Verónica, esto por su ubicación en calzada de la Verónica y la calle de la Teja, en lo que hoy en día es Melchor Ocampo y Marina Nacional en la actual Demarcación Miguel Hidalgo. 
Este escenario asumió nuevamente el rol protagónico como principal escenario de fútbol mexicano, albergando series decisivas por los títulos de liga y copa. Aquí el España ganó los campeonatos de liga de 1929-1930, 1933-1934, 1935-1936, 1939-1940 y 1941-1942. 
También fueron locales en este escenario Asturias (1926-36, 1939-40), América (1926-40), Necaxa (1926-30), Atlante (1927-40), Aurrerá (1926-29), Club México (1926-35), Germania FV (1926-33) y Marte (1928-33, 1937-40).
Al igual que su antecesor fue sede de un evento significativo para la selección nacional. Aquí se disputó el último de los tres partidos de la serie clasificatoria para Italia 1934 ante Cuba, y que se saldó con victoria 4-1 para la escuadra mexicana.
A pesar de una remodelación profunda que tuvo en 1933, el estadio comenzó a finales de la misma década un decaimiento que lo llevó a su cierre en 1942.